# Cadaba gillettii
Cadaba gillettii är en kaprisväxtart som beskrevs av R. A. Grah. Cadaba gillettii ingår i släktet Cadaba och familjen kaprisväxter. Inga underarter finns listade i Catalogue of Life.